# Глевахівська селищна територіальна громада
Глевахівська селищна територіальна громада — територіальна громада в Україні, у Фастівському районі Київської області. Адміністративний центр — селище Глеваха.
Площа громади — 96,77 км², населення — 17 069 осіб (2020).
Утворена 12 червня 2020 року шляхом об'єднання Глевахівської селищної ради та Крушинської, Мархалівської, Путрівської сільських рад Васильківського району.

## Населені пункти
До складу громади входять 2 селища (Глеваха, Зелений Бір) і 11 сіл:
- Березенщина
- Борисів
- Дерев'янки
- Зайців
- Залізне
- Кобці
- Крушинка
- Крячки
- Мала Бугаївка
- Мархалівка
- Путрівка

## Старостинські округи
- Крушинський
- Мархалівський
- Путрівський